# Chom Thong
Chom Thong (thaï: จอมทอง ; API : tɕɔ̄ːm tʰɔ̄ːŋ) est l’un des 50 khets de Bangkok, Thaïlande.

## Points d'intérêt
- le temple Wat Ratcha Orasaram Ratchaworawiharn et le temple Wat Nang Ratchaworawihan[1]

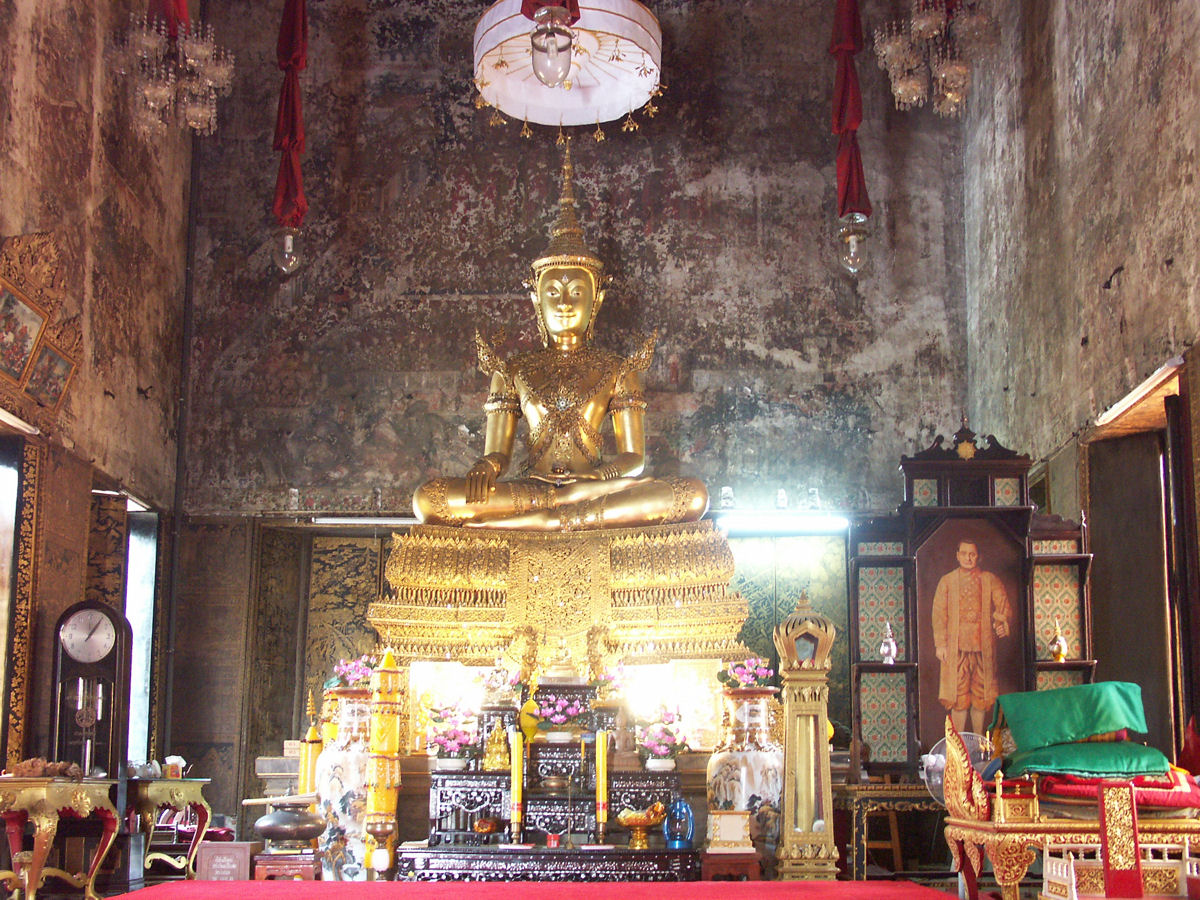
Le Wat Nang Ratchaworawihan.

- le temple Wat Sai

Pavillon d'or de Wat Sai
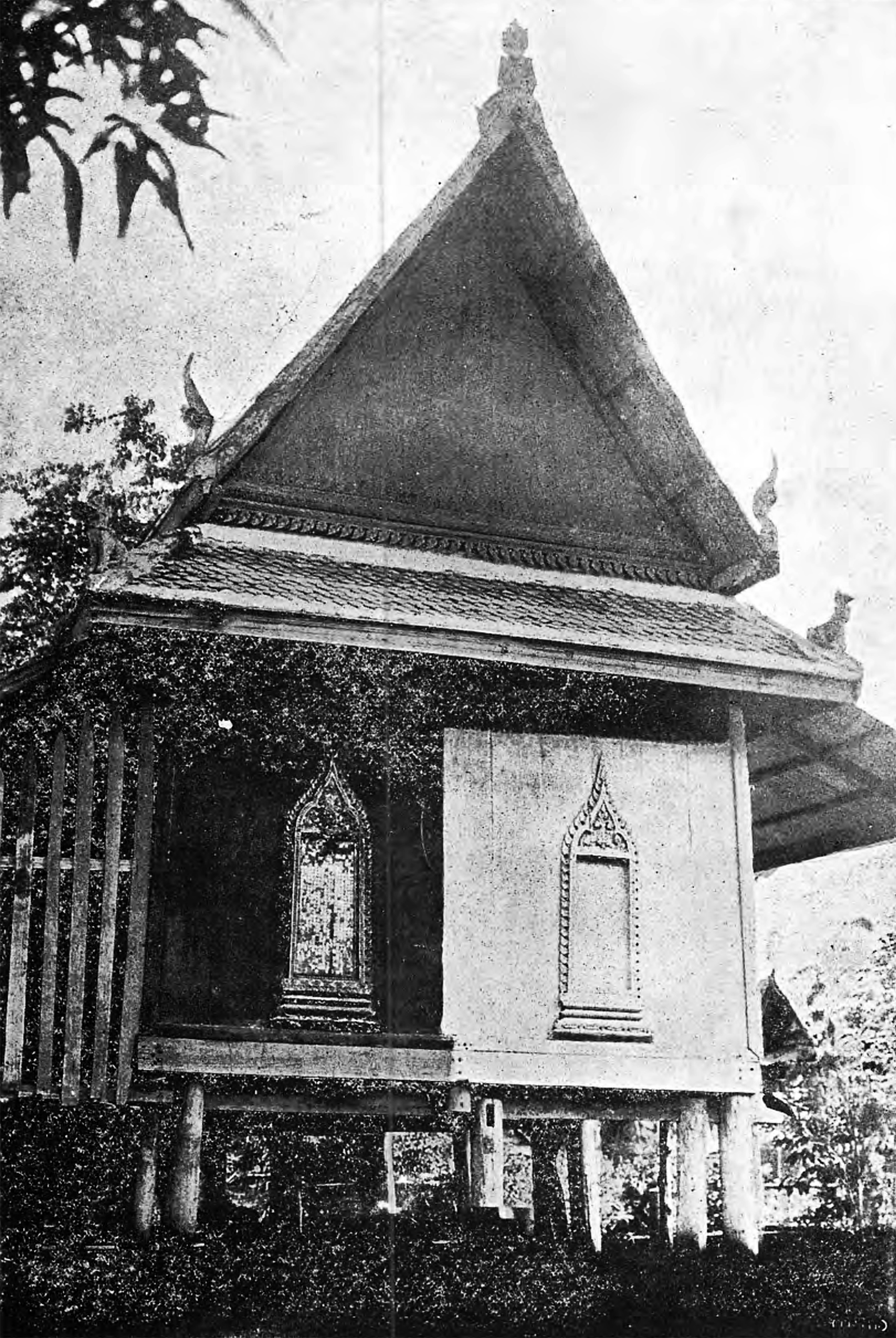
Photographie du Journal of the Siam Society, 1921
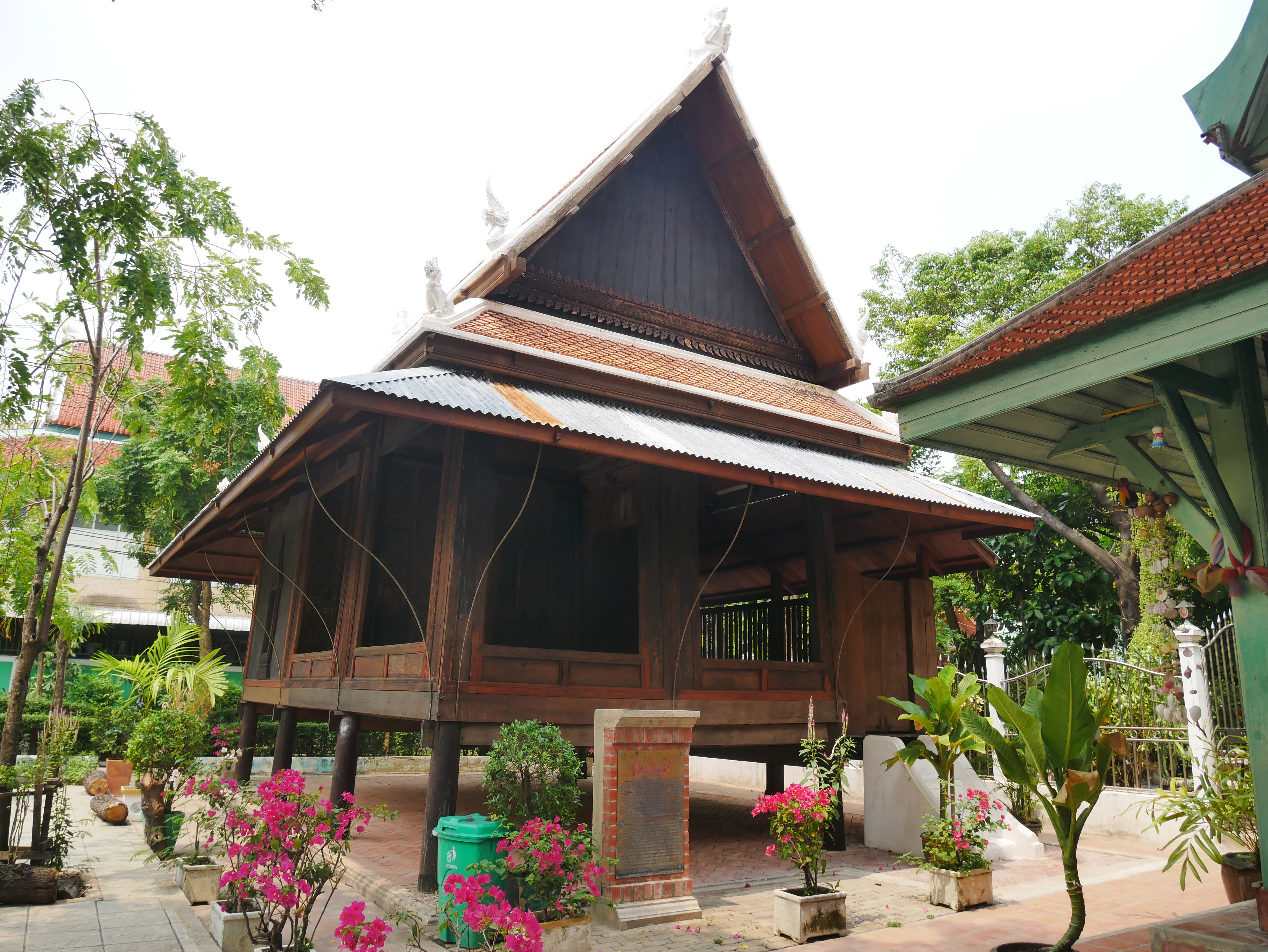
2023
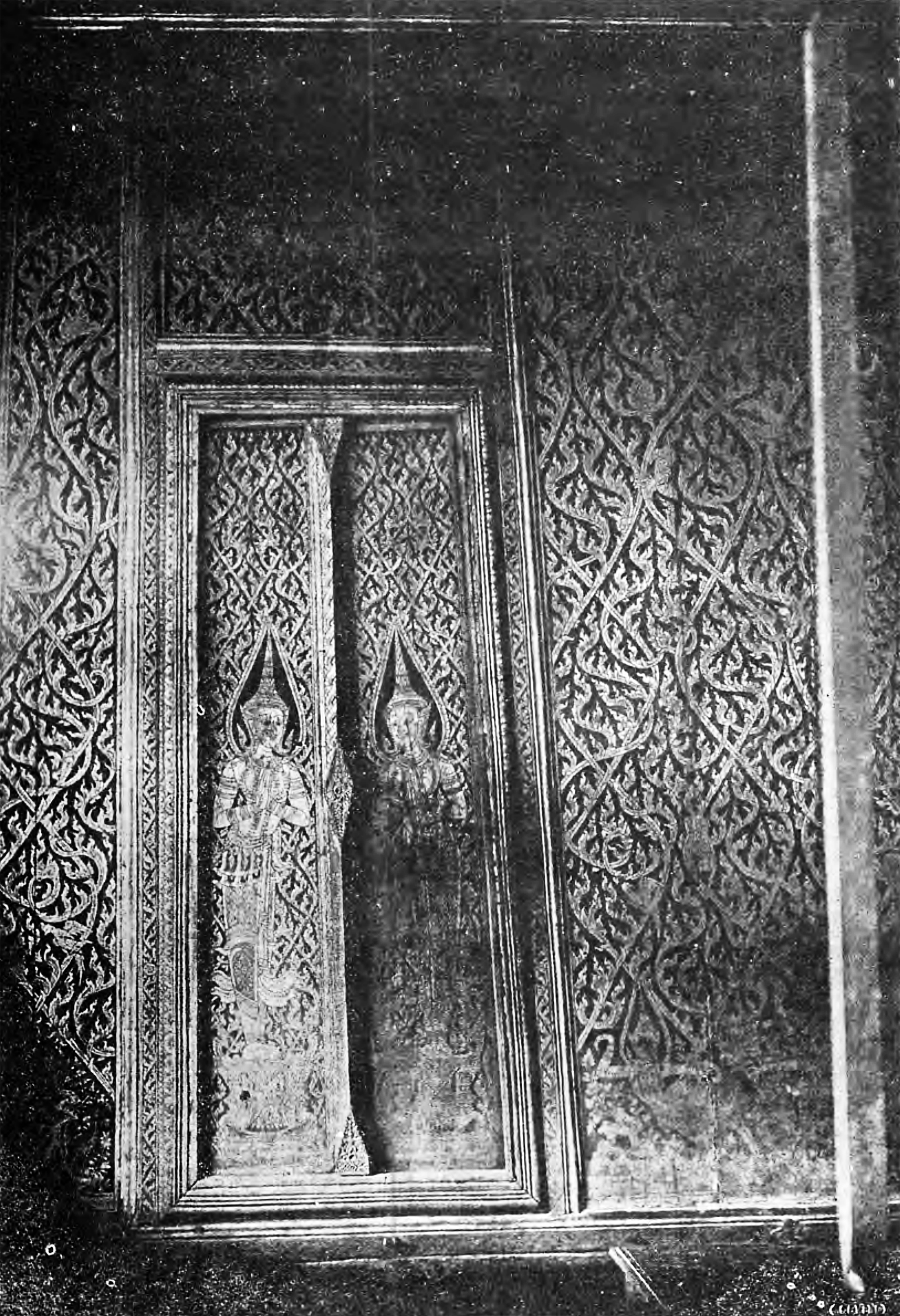
Photographie du Journal of the Siam Society, 1921
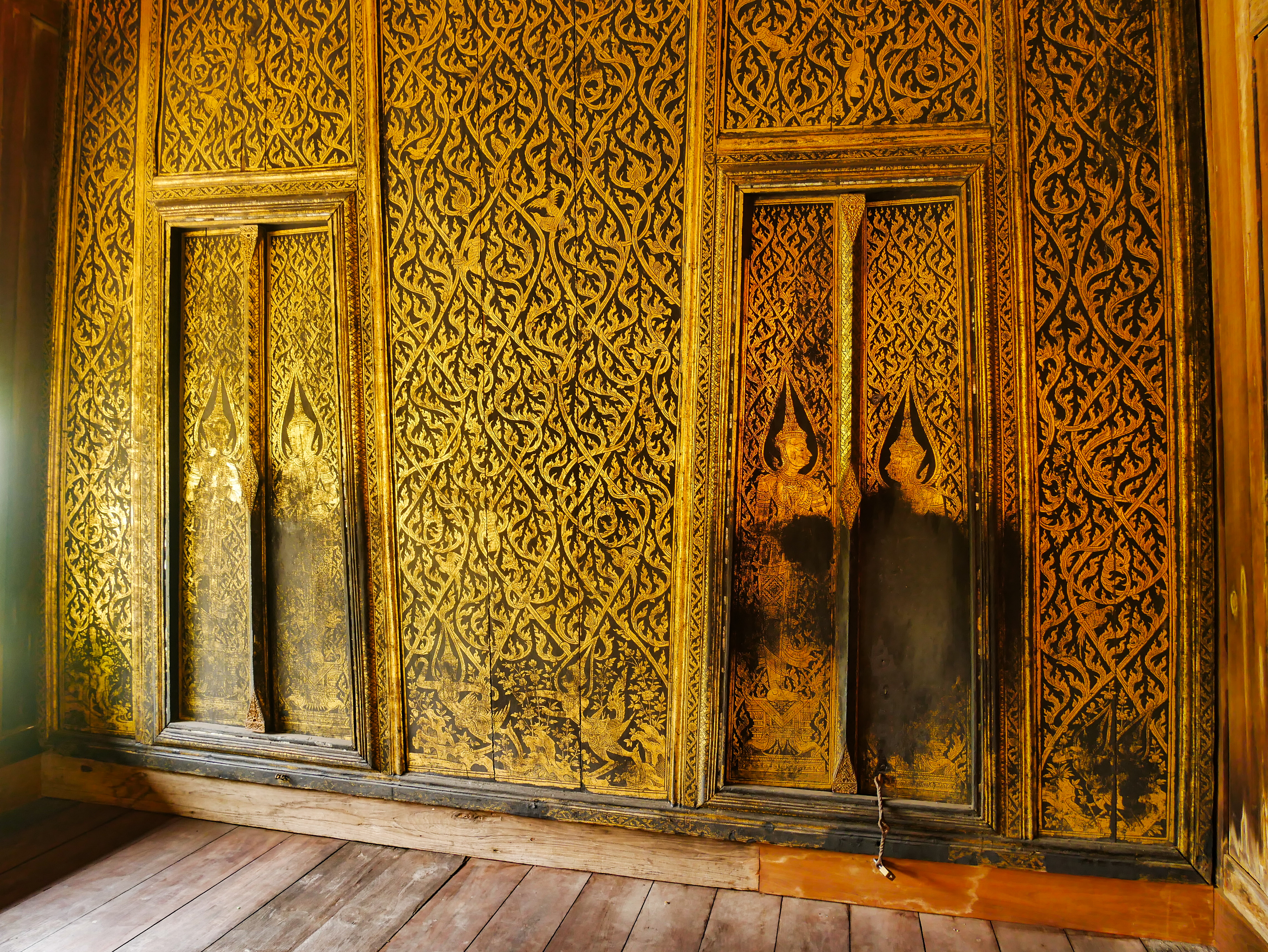
2023